# Långtjärnen (Lillhärdals socken, Härjedalen, 686247-142088)
Långtjärnen är en sjö i Härjedalens kommun i Härjedalen och ingår i Ljusnans huvudavrinningsområde.